# 忽然心動
《忽然心動》（英語：Love Suddenly）原為2021年的賀歲電影，但因為疫情在口罩令下戲院關閉，電影安排延後一年2022年的情人節檔期重新上映。可惜香港疫情在2022年1月初受到急速變化，政府進一步收緊社交距離措施，電影未能預期上映。最終電影於2022年11成功上映。該片是香港愛情喜劇電影，由江𤒹生、吳千語、栢天男、蘇皓兒、馬志威、湯洛雯、白只及陳欣妍主演，麥浩邦執導。迪士尼旗下的流媒體平台Disney+宣佈已購入電影，並於2023年3月18日晚上9:30在Disney+獨家串流上線及迪士尼傳媒旗下衛視電影台獨家首播。

## 故事大綱
本片由四對年輕男女的愛情線組成，講述不同的戀愛關係。各線之間亦有所聯繫。

## 演員表
| 演員   | 角色    | 簡介                                                                           |
| ------ | ------- | ------------------------------------------------------------------------------ |
| 江𤒹生 | 黃鍾    | 網紅，與蘇情相戀多年的的男友，兩人一起經營網上頻道。                           |
| 吳千語 | 蘇情    | 網紅，黃鍾的女友。                                                             |
| 栢天男 | Jerome  | 出租男友，與客人Silver發生感情。                                               |
| 蘇皓兒 | 戴金    | 英文名Silver，富家女，因不敢與心儀男生交往，聘請出租男友進行實習。             |
| 馬志威 | 志豪    | 花心的男子，被方澄及李雪往醫院報復，遇上護士甜甜。                             |
| 湯洛雯 | 甜甜    | 護士，喜歡「收兵」，追求者眾多。與同樣不專一的志豪發生感情。                   |
| 白只   | 龐江    | 住在劏房的宅男外賣員。                                                         |
| 陳欣妍 | 心怡    | 住在劏房的留學生，龐江的鄰居，請求龐江助她完成研究AV的畢業論文，期間發生感情。 |
| 陳庭欣 | 方澄    | 志豪的情人之一。                                                               |
| 周子馨 | 李雪    | 志豪的情人之一。                                                               |
| 何啟華 | 9號情人 | 甜甜的追求者，向其求婚被拒。                                                   |
| 麥長青 | 李大佬  | 李雪的兄長，黑幫頭目，因得悉李雪被志豪及甜甜弄暈而前往醫院並欲找他們報復。     |
| 泰臣   |         | AV老闆，負責約見以臥底身份求職AV演員的龐江及心怡。                             |
| 劉偉恆 |         | 贊助商，欲贊助黃鍾及蘇情的網上頻道。                                           |
| 張達明 | 戴老闆  | 戴金的父親。                                                                   |
| 苑瓊丹 | 戴太    | 戴金的母親。                                                                   |

## 製作

### 選角
本片為江𤒹生、湯洛雯首次演出電影。
無綫電視藝人湯洛雯與ViuTV藝人、ERROR成員何啟華於片中有對手戲，為無綫電視藝人與ViuTV旗下男團成員鮮有的合作。

## 發行
本片原定為2021年賀歲片，但受新冠病毒疫情影響未能如期公映，安排改成2022年賀歲片，但再一次受疫情影響而第二度延期，最終安排在2022年11月17日公映。而首映禮於11月7日舉行。

## 外部連結
- 香港影庫上《忽然心動》的資料（繁體中文）
- 豆瓣电影上《忽然心動》的資料 （简体中文）
- 时光网上《忽然心動》的資料（简体中文）
- 互联网电影数据库（IMDb）上《忽然心動》的资料（英文）